# Великобурлукская поселковая община
Великобурлукская поселковая община – территориальная община в Украине, в Купянском районе Харьковской области. Административный центр – посёлок Великий Бурлук.

## История
Образована 9 февраля 2018 путем объединения Великобурлукского поселкового совета и Гнилицкого Первого сельского совета Великобурлукского района. 
12 июня 2020 года к Великобурлукской поселковой общине были присоединены Андреевский, Гнилицкий, Григорьевский, Катериновский, Малобурлуцкий, Новоалександровский, Подсереднянский, Хатнянский, Краснохвильский и Шиповатский сельские советы Великобурлукского района Харьковской области
11 сентября 2022 года Великобурлукская поселковая община была освобождена от российской оккупации  в ходе контрнаступления Вооруженных Сил Украины в Харьковской области. Оккупация длилась 199 дней - с 24 февраля 2022 года, в первый день полномасштабного вторжения РФ.

## География

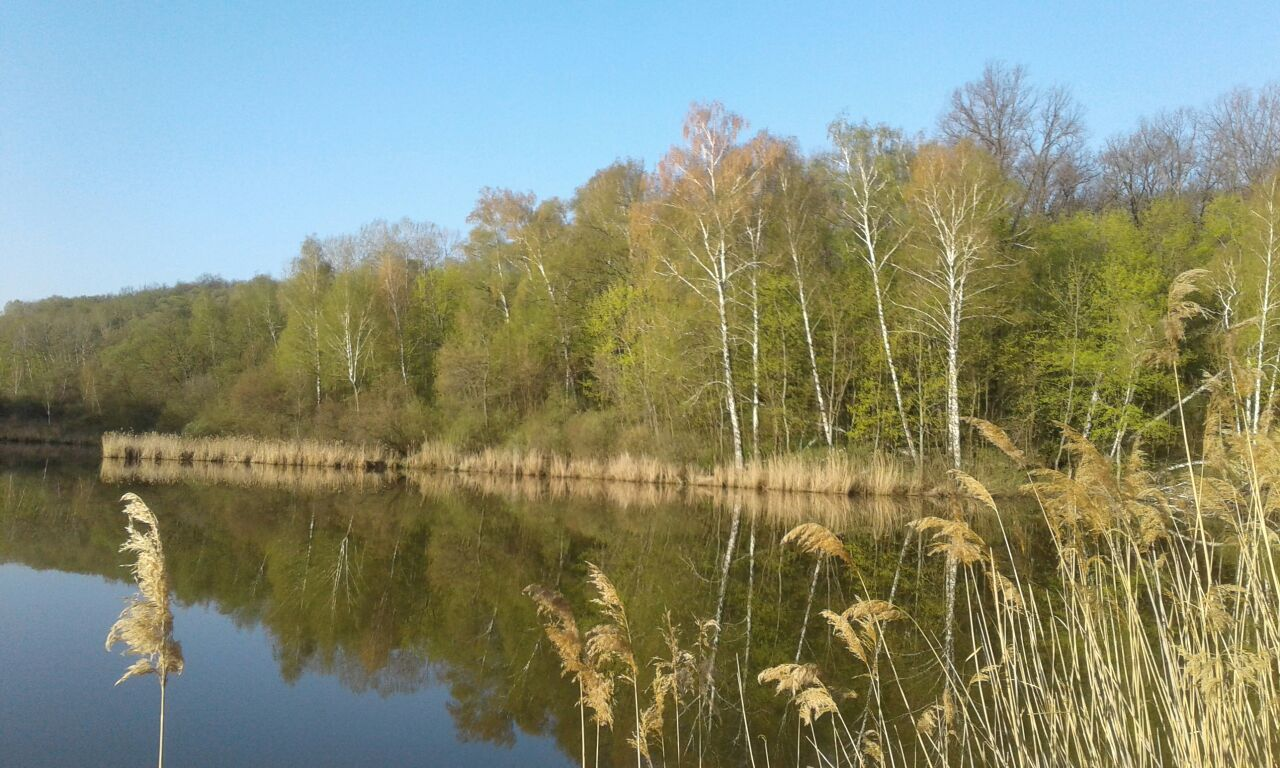
Став в лесу. Великобурлуцкий степ

Площадь общины - 839,5 км2, население общины - 14 776 человек (2020)
Расстояние от центра общины до Харькова по автотрассе — 108 км, до райцентра города Купянск — 63 км
Община граничит на севере с Ольховатской сельской общиной, Волчанской городской общиной, на востоке — с Старосалтовской поселковой общиной, на юге — с  Шевченковской поселковой общиной, Кондрашовской сельской общиной,на западе — с Двуречанской поселковой общиной Харьковской области.
Реки Великий Бурлук, Гнилушка, Верхняя Двуречная, Плотва протекающие по территории общины, принадлежат к группе малых рек и относятся к бассейну Дона.
Реки общины летом почти полностью пересыхают. Скорость течения очень невелика (1—0,4 м/сек). Основное питание рек — снежно-дождевое. Зимой и засушливым летом важную роль в питании рек играют грунтовые воды.

## Населённые пункты
| с. Амбарное с. Андреевка с. Аркушино с. Артельное с. Балка с. Буряковка пгт Великий Бурлук с. Веселое (Шипуватский с/о) с. Гнилица с. Гнилица Первая с. Голубовка с. Горяное с. Григоровка пос. Дорошенково с. Жуков Яр с. Замост с. Зеленый Гай (Гнилицкий с/о) пос. Зеленый Гай (Червонохвыльский с/с) пос. Каневцово с. Катериновка с. Красное | пос. Красноярское пос. Купьеваха с. Лебедевка пос. Литвиновка с. Лозовое пос. Малахово с. Малый Бурлук с. Манцевка с. Михайловка с. Нестеровка пос. Никольское с. Новая Александровка (Новоалександровский с/о) пос. Новая Александровка (Червонохвыльский с/с) с. Новоселовка с. Плоское пос. Подсреднее с. Полковничье с. Рогозянка пос. Садовод пос. Серый Яр пос. Сонино с. Средний Бурлук | с. Стецковка с. Устиновка пос. Федоровка с. Хатнее пос. Червоная Хвыля с. Чёрное с. Шевченково (Малобурлукский с/о) с. Шевченково (Новоалександровский с/о) с. Шиповатое пос. Шиповатое с. Юрьевка с. Яичное |

## Экономика
В сельском хозяйстве занято более чем 60 % от всех работающих в сфере материального производства общины. Растениеводство в структуре сельскохозяйственного производства составляет 74 %. Его главное направление — выращивание зерновых и технических культур. Основными направлениями производства в животноводстве являются выращивание крупного рогатого скота мясо-молочного направления, а также свиноводство и птицеводство.

### Промышленность
Количество предприятий — 2 (на самостоятельном балансе, без предприятий малого бизнеса):
- ОАО «Великобурлукский сыродельный завод»;
- Великобурлукский хлебокомбинат.

## Транспорт

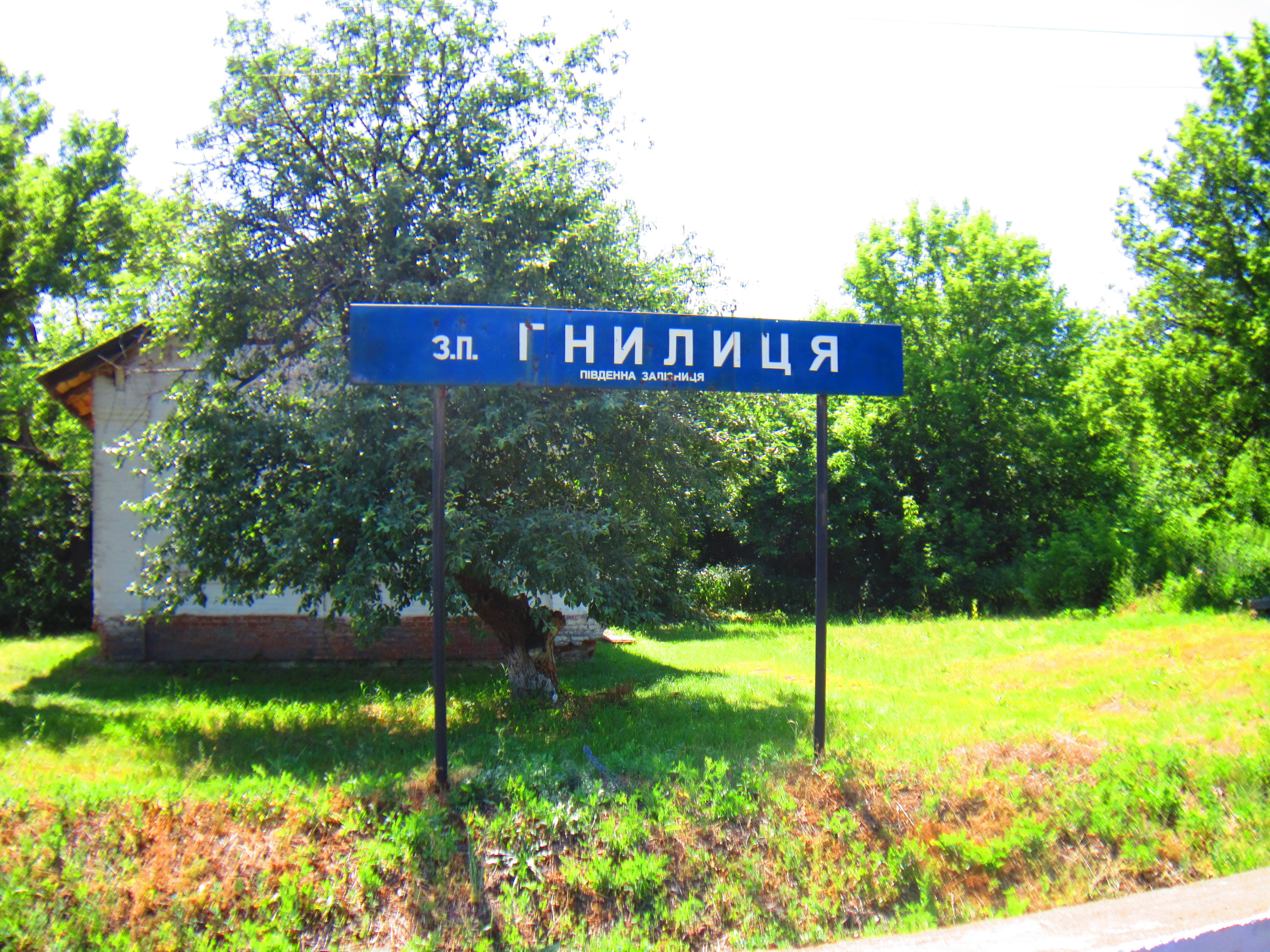
Знак на остановочном пункте Гнилица

Через общину  проходят автомобильные дороги местоного и регионального значения.  А также железнодорожная линия Купянской дирекции ЮЖД на однопутной неэлектрифицированной линии Купянск-Узловой — Огурцово (в советское время участок Белгород — Купянск-Сортировочный) со станциями в общине — Розорене, Гнилица, Поселковое, Бурлук, Манцовка, Березники, Шипуватое, Прилютово. С начала российского вторжения в Украину движение пригородных поездов через остановочные пункты общины временно приостановлено.

## Известные люди
- Колокольцев Василий Григорьевич — в конце 90-х годов XIX века был избран председателем земской управы Волчанского уезда, в состав которого тогда входили земли Великого Бурлука. В. Г. Колокольцев провёл масштабные реформы, прежде всего, в сфере уездного образования и медицины. В строительство земских школ, сельских библиотек, врачебных участков и фельдшерских пунктов он вкладывал не только земские, но также собственные средства, которые получал от продажи земель из своих имений.
- Сичкарёва Александра Григорьевна — звеньевая, в 1947 году добилась рекордного урожая в своём совхозе (41 центнер пшеницы с гектара), за что ей было присвоено звание Героя Социалистического Труда. В 1954 году за самоотверженный труд и настойчивость в достижении высоких результатов Александру Григорьевну Сечкареву, великобурлучане избрали депутатом Верховного Совета Украинской ССР.
- Колесник Екатерина Семёновна — колхозница (колхоз им. Красной Армии). В годы Великой Отечественной войны служила связистом. За доблесть и отвагу была награждена орденом Красной звезды.

## Животный мир
Особенностью Великобурлукской общины являются сурки. Когда-то они заселяли почти всю степную зону Украины до самого Чёрного моря. В XVII веке мех сурков активно вывозили в Польшу и Крым, а оттуда — в другие страны. В XIX веке, когда степи стали распахивать под сельскохозяйственные культуры, сурков вынудили потесниться, и они начали быстро исчезать.
В XX веке сурок очутился на грани вымирания, и только благодаря тому, что в Великобурлукском районе много балок и оврагов, непригодных для использования в сельском хозяйстве, сурки сохранились.
На территории района созданы два республиканских заказника с колониями сурков — Бурлукский и Катериновский — площадью 853 гектара. Сейчас в районе насчитывается около 21 тысячи этих редких зверьков, занесённых в Красную книгу.
В 1996 году часть сурков была переселена во всемирно известный заповедник Аскания-Нова.
В последние годы великобурлукских сурков отлавливали и переселяли для размножения в Полтавскую, Донецкую, Николаевскую, Херсонскую и Одесскую области.